# Rickie Lee Jones
Rickie Lee Jones, född 8 november 1954 i Chicago, Illinois, är en amerikansk sångerska. 
Jones började spela på barer och småklubbar i Los Angeles 1975 och sällskapade där med Tom Waits, med vilken hon byggde en livslång vänskap. Hon slog igenom 1979 med sitt självbetitlade debutalbum, som bland annat innehåller hitlåten "Chuck E's in Love", för vilket hon belönades med en Grammy som "Bästa nya artist". Låten nådde 4:e plats på Billboard Hot 100 och albumet klättrade till 3:e plats på Billboard 200 efter ett uppmärksammat uppträdande på Saturday Night Live.
År 1981 utkom hennes andra album Pirates, med bland andra Donald Fagen, Randy Newman, Brecker Brothers och Steve Gadd som gästartister. Albumet nådde 5:e plats på Billboard 200, och rankades 2017 som nummer på NPR:s lista "150 Greatest Album Made by Women".
Efter skivframgångarna ägnade Jones mycket tid år turnerande, innan hon bosatte sig i San Francisco. Under några månader i Paris 1983 skrev hon nytt material för sitt tredje album The Magazine, som gavs ut hösten 1984. Jones sökte sig nu till "jazz-standards", och sjöng bland annat låten "Autumn Leaves" med Rob Wasserman på dennes album Duets (1985), vilket gav en ny Grammy-nominering.
År 1988 slog hon sig ihop med Walter Becker från Steely Dan för arbetet med ett fjärde album, Flying Cowboys, som bland annat innehåller låten "The Horses" som hördes i filmen Jerry Maguire.
Rickie Lee Jones belönades 1989 med en andra Grammy – för "Best Jazz Vocal Performance, Duo or Group" – tillsammans med Dr. John, för en cover på 1920-talslåten "Makin' Whoopee" . Jones nästa album Pop Pop fylldes av tolkningar av covers, från jazz- och bluesstandards till en säregen version av Jimi Hendrix's "Up from the Skies".
Jones 1990-tal kännetecknades av omprövning och experiment, som på albumet Ghostyhead (1997) med tydliga influenser från electronica och triphop, innan hon år 2000 släppte ännu ett cover-album – It's Like This – med låtar av bland andra The Beatles, Steely Dan och Marvin Gaye.
Efter Ghostyhead drog sig Jones undan till sin nya hemort, Tacoma i delstaten Washington, till dels på grund av skrivkramp men också för att ta hand om sin tonårsdotter. 
Återkomsten med albumet The Evening of My Best Day (2003) ledde till nya turnéer och ett nytt intresse för Jones musik, vilket 2005 manifesterades i trippelalbumet Duchess of Coolsville: An Anthology, som både innehöll eget material och hyllningslåtar från andra artister. År 2009 släpptes albumet Balm in Gilead, där Jones både arbetat om äldre material och inkluderat nya låtar, tillsammans med bland andra Alison Krauss och Ben Harper. Den senare producerade också hennes nästa coveralbum The Devil You Know (2012), som bland annat innehåller en version av "Sympathy for the Devil".
År 2015 släpptes albumet The Other Side of Desire , liksom en dokumentärfilm om arbetet med skivan: Rickie Lee Jones: The Other Side of Desire.

## Diskografi
Studioalbum
- 1979 – Rickie Lee Jones
- 1981 – Pirates
- 1984 – The Magazine
- 1989 – Flying Cowboys
- 1991 – Pop Pop
- 1993 – Traffic from Paradise
- 1997 – Ghostyhead
- 2000 – It's Like This
- 2003 – The Evening of My Best Day
- 2007 – The Sermon on Exposition Boulevard
- 2009 – Balm in Gilead
- 2012 – The Devil You Know
- 2015 – The Other Side of Desire

Livealbum
- 1995 – Naked Songs
- 2001 – Live at Red Rocks

EP
- 1983 – Girl at Her Volcano

Samlingsalbum
- 2005 – Duchess of Coolsville: An Anthology
- 2010 – Original Album Series